# لاک ناخن

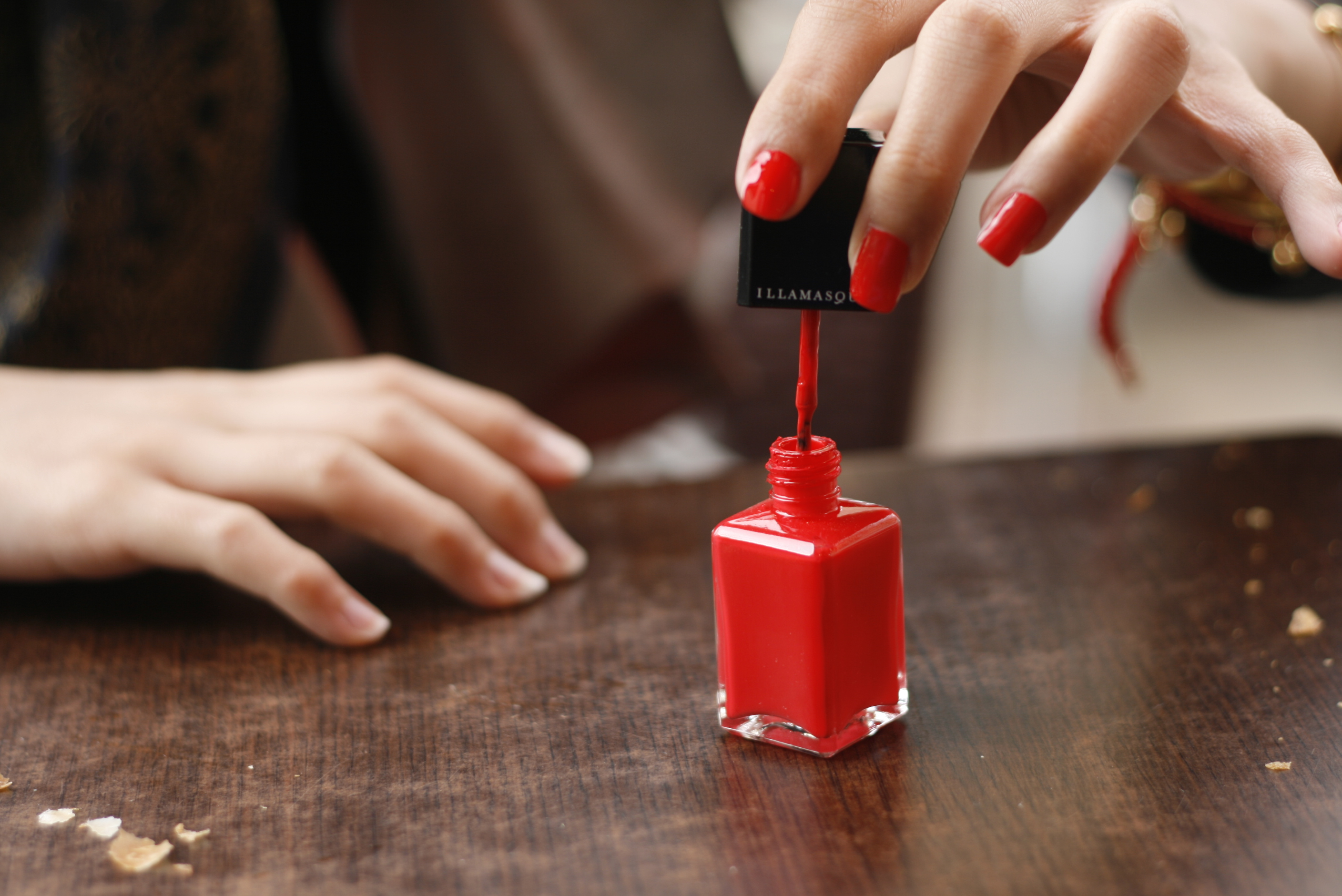
لاک ناخن قرمز

لاک ناخن نوعی مادهٔ شیمیایی است که برای زیبایی به ناخن‌های دست یا ناخن‌های پا زده می‌شود. البته گاهی از لاک برای محافظت از ناخن‌ها استفاده می‌شود. به دلیل ایجاد شائبهٔ نقص هنجارهای سنتی جنسیتی، استفاده از لاک ناخن برای مردان کمتر معمول است. بیشترین موارد استفاده نیز شامل لاک‌های شفاف برای محافظت از ناخن‌ها در برابر شکستگی یا انتقال یک رنگ براق و آراسته از طریق انگشتان بوده‌است. به ترکیبات لاک ناخن ماده غلظت‌دهنده مثل استیرال‌کونیوم هکتورایت اضافه می‌کنند تا با تکان دادن بطری لاک، از حالت سکون روان‌وردی به واسطه عدم حرکت، به گران‌روی مناسب برسد.
انسان از سه هزار سال پیش از میلاد در جاهایی مانند مصر، و چین ناخن‌های خود را رنگ می‌کرد و برای این کار از مواد طبیعی مانند گیاه حنا، ترکیب صمغ عربی، سفیده تخم‌مرغ، ژلاتین و موم زنبورعسل استفاده می‌کرد.

## انواع لاک ناخن
انواع لاک ناخن زیبایی و درخشندگی چشم‌گیری به انگشتان دست می‌بخشد. هر لاک ناخنی ویژگی‌های خاص خود را دارد که متناسب با سلیقه و مدل شخصی می‌توان استفاده کرد.

### لاک پایه
این لاک همان‌طور که از نام آن پیدا است مانند پایه عمل می‌کند و سرعت بالایی در خشک شدن دارد. لاک پایه مایع نیمه چسبناک است که شیارهای کوچ روی ناخن را پر می‌کند و باعث می‌شود لاک اصلی مقاوم و دیرتر پاک شود.

### برق ناخن
برق ناخن مناسب برای بعد از لاک زدن است و حالت محافظ را عمل می‌کند. این لاک بی‌رنگ است و باعث درخشندگی و زیبایی بیشتر انگشتان دست می‌شود.

### لاک ناخن رنگی
این نوع لاک مثل دو مدل بالا که به آن‌ها اشاره شد علاوه بر درخشندگی دارای طیف رنگی گسترده‌ای هستند که متناسب با لباس و سلیقه شخص می‌توان خرید و از آن استفاده کرد.

## پاک‌کننده‌ها
برای پاک‌کردن لاک نیز از محلول‌های مختلفی استفاده می‌گردد که شایع‌ترین آنها عبارت هستند از استون، اتیل استات و ایزوپروپیل الکل. استونیتریل نیز یکی دیگر از این محلول‌های پاک‌کننده است؛ هر چند، سمی‌تر از گزینه‌های ذکر شده قبلی است و به همین دلیل، استفاده از آن در لوازم آرایشی و بهداشتی از ۱۷ مارس ۲۰۰۰ در منطقه اقتصادی اروپا ممنوع شده‌است.

## موارد ایمنی
ترکیبات لاک ناخن ممکن است شامل موارد مشکوک به سمّی‌بودن باشد. یکی از خانواده‌های بحث‌برانگیز در همین زمینه، ترکیباتی از خانواده فتالات هستند. تولیدکنندگان لاک ناخن برای از بین‌بردن یا کاهش مواد مشکوک به ایجاد مسمومیت تحت فشار قرار گرفته‌اند و در سپتامبر ۲۰۰۶، چندین شرکت توافق کردند که فتالات دی‌بوتیل را از ترکیبات تولیدی لاک‌ها حذف نمایند هر چند، هیچ استاندارد ایمنی مصرف‌کننده برای لاک ناخن وجود ندارد و به عنوان مثال، فرمالدهید در حالی که از ترکیبات برخی برندها حذف‌شده‌است، اما با این‌همه، هنوز توسط بسیاری از تولیدکنندگان استفاده می‌شود.

## نگارخانه

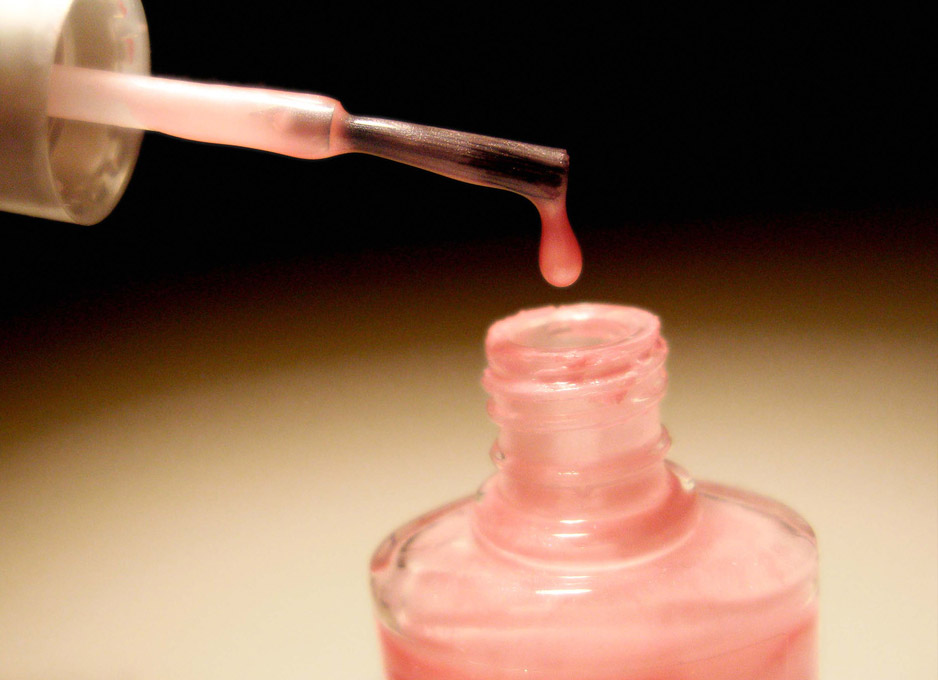
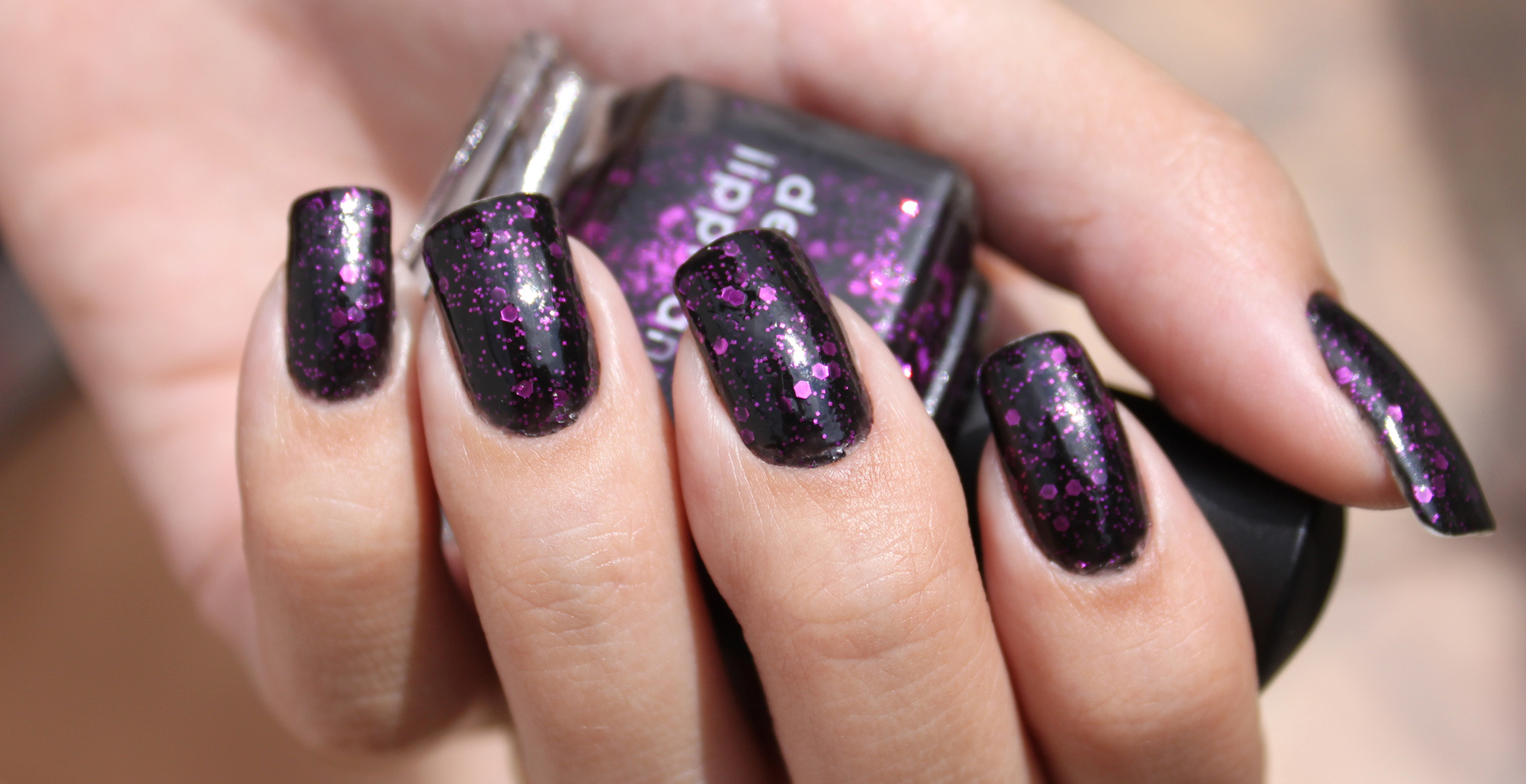
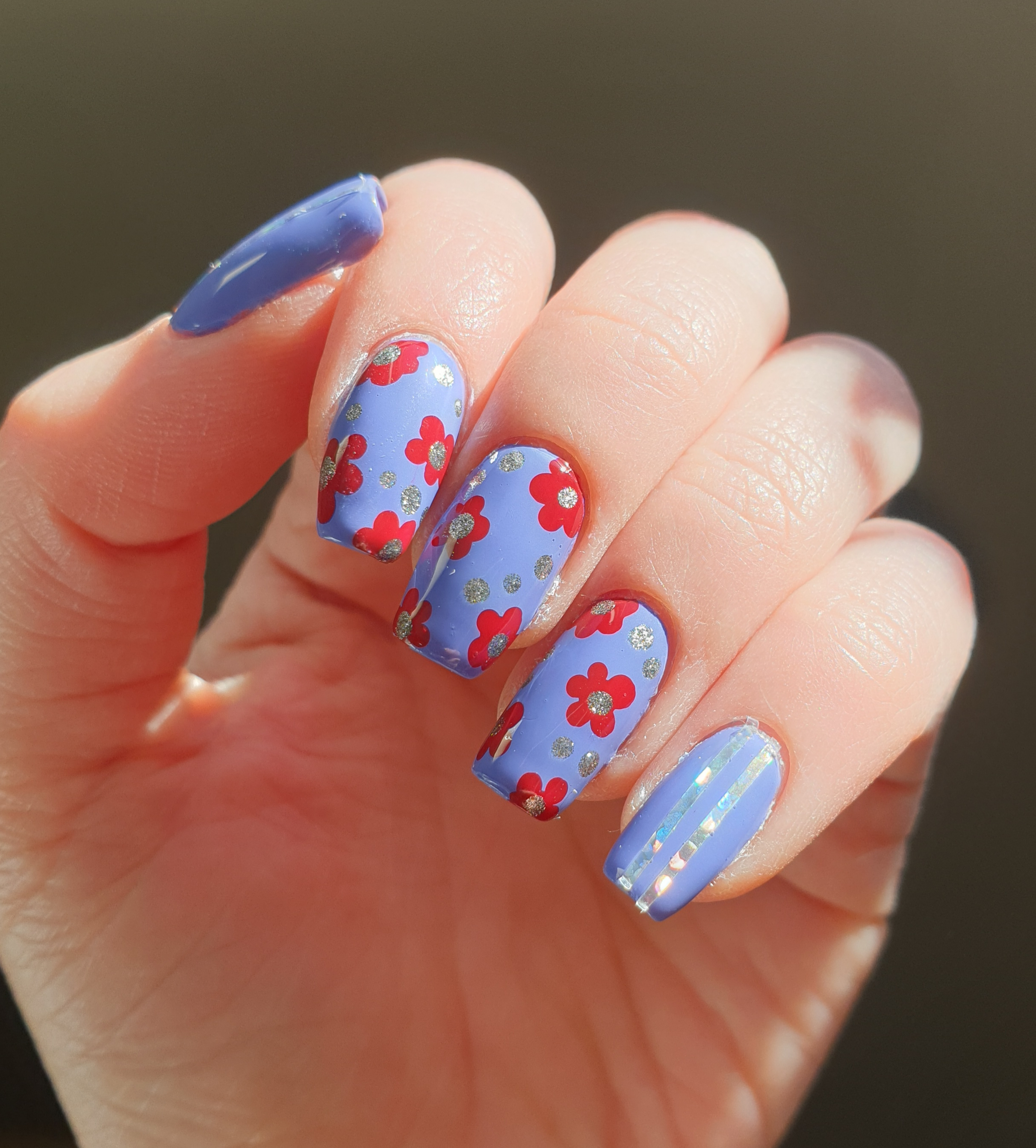
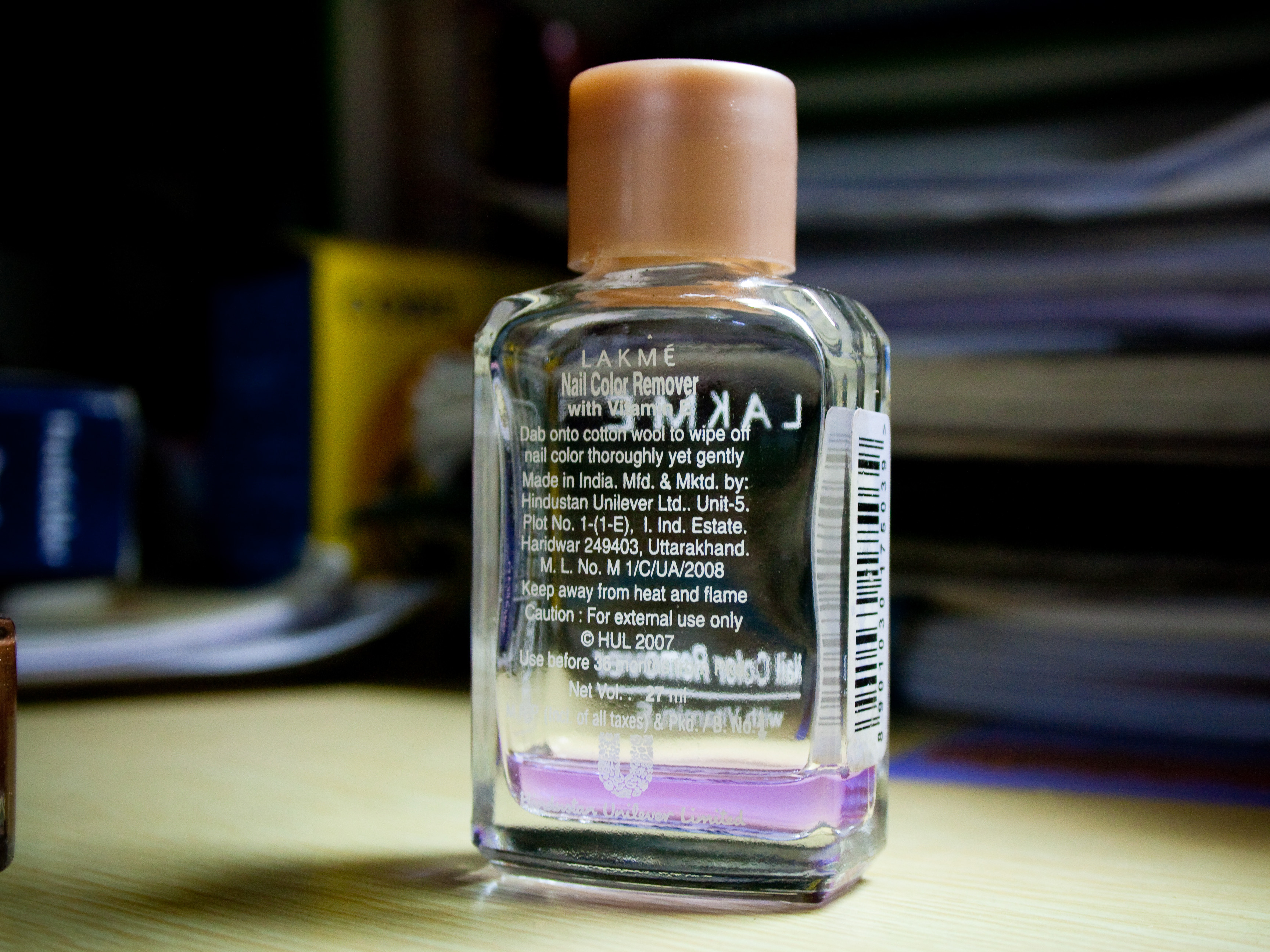
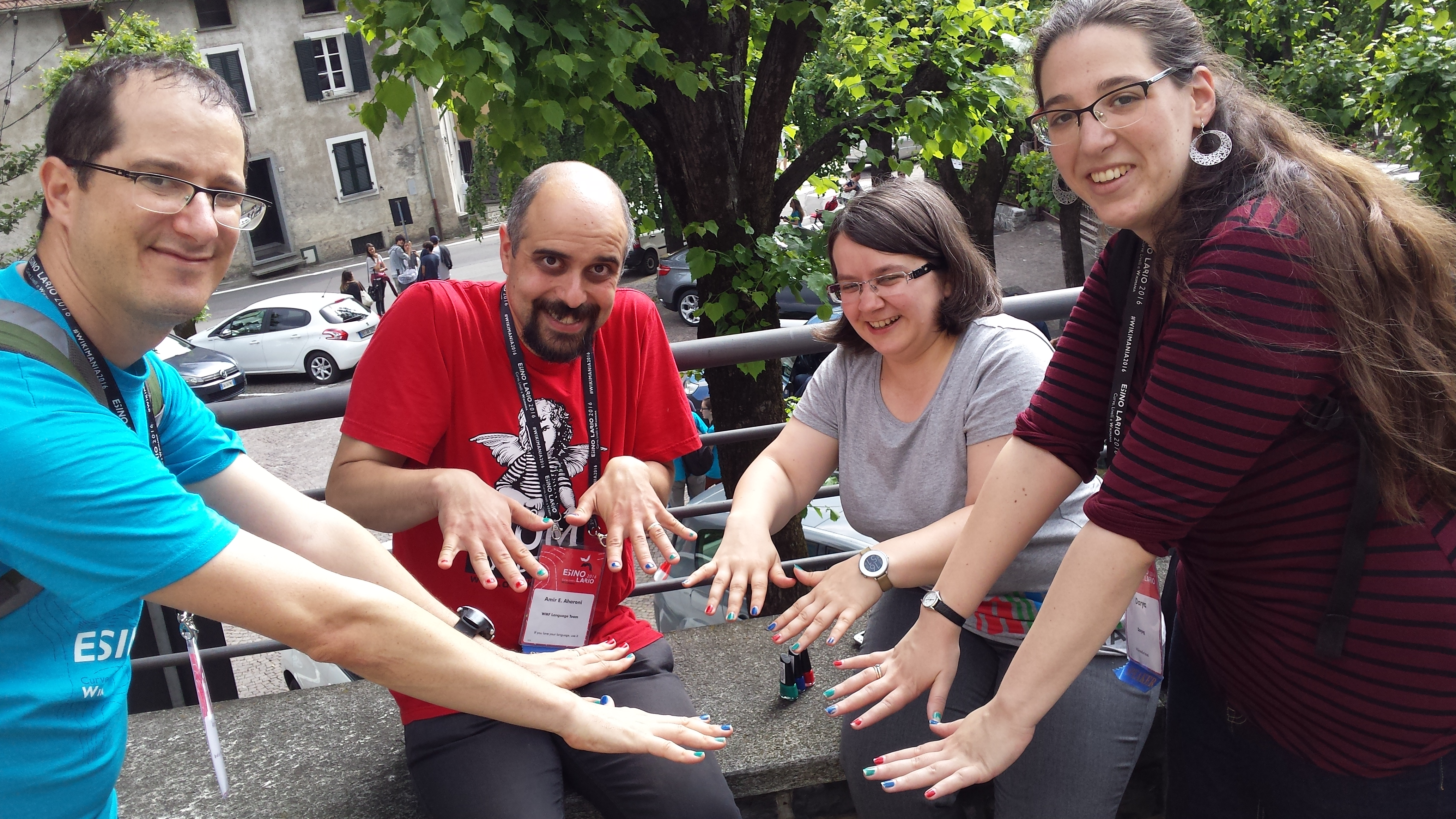
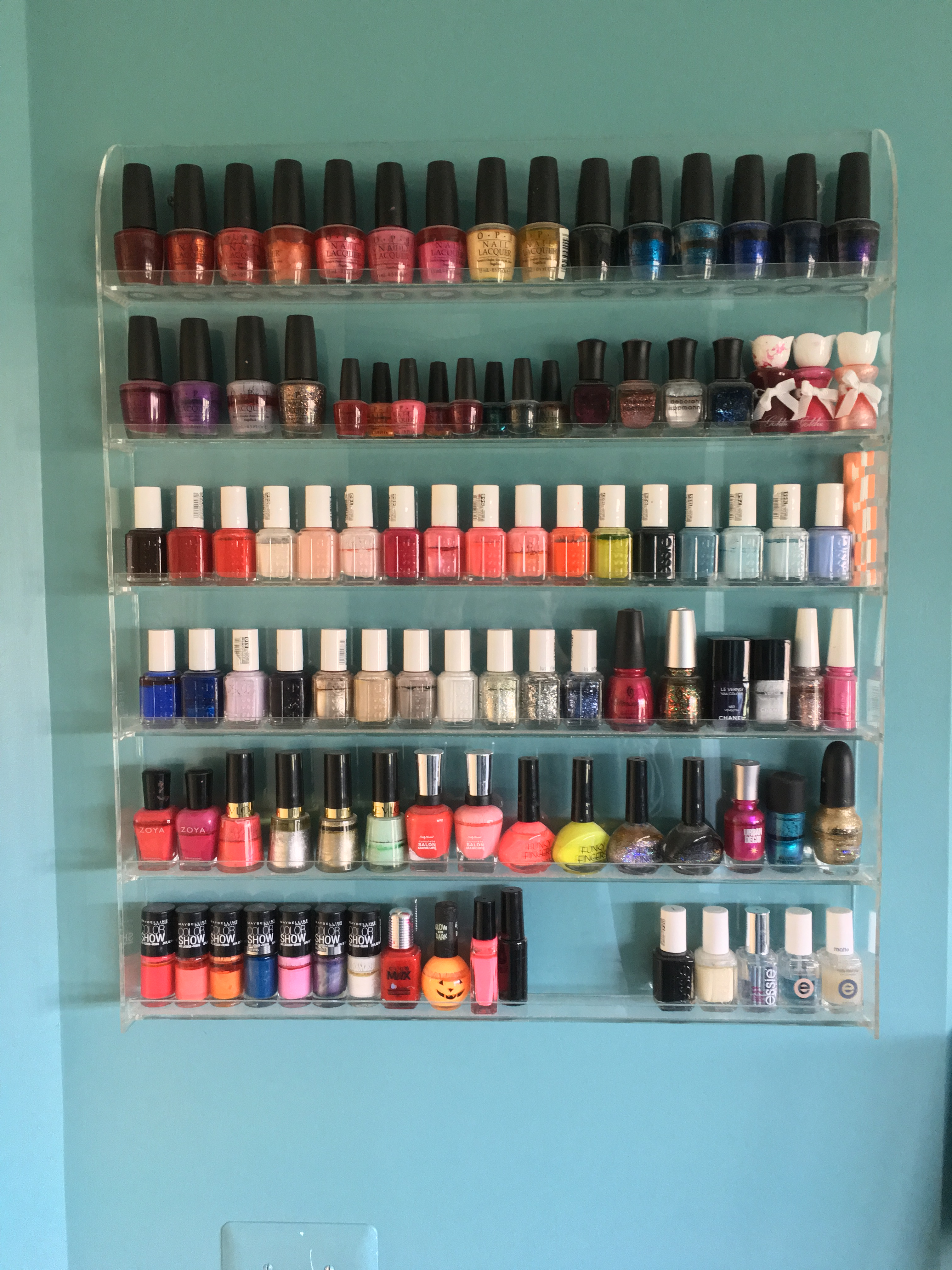
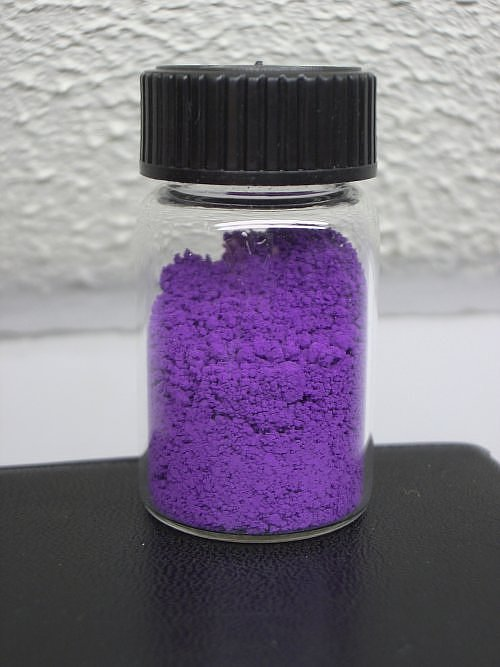
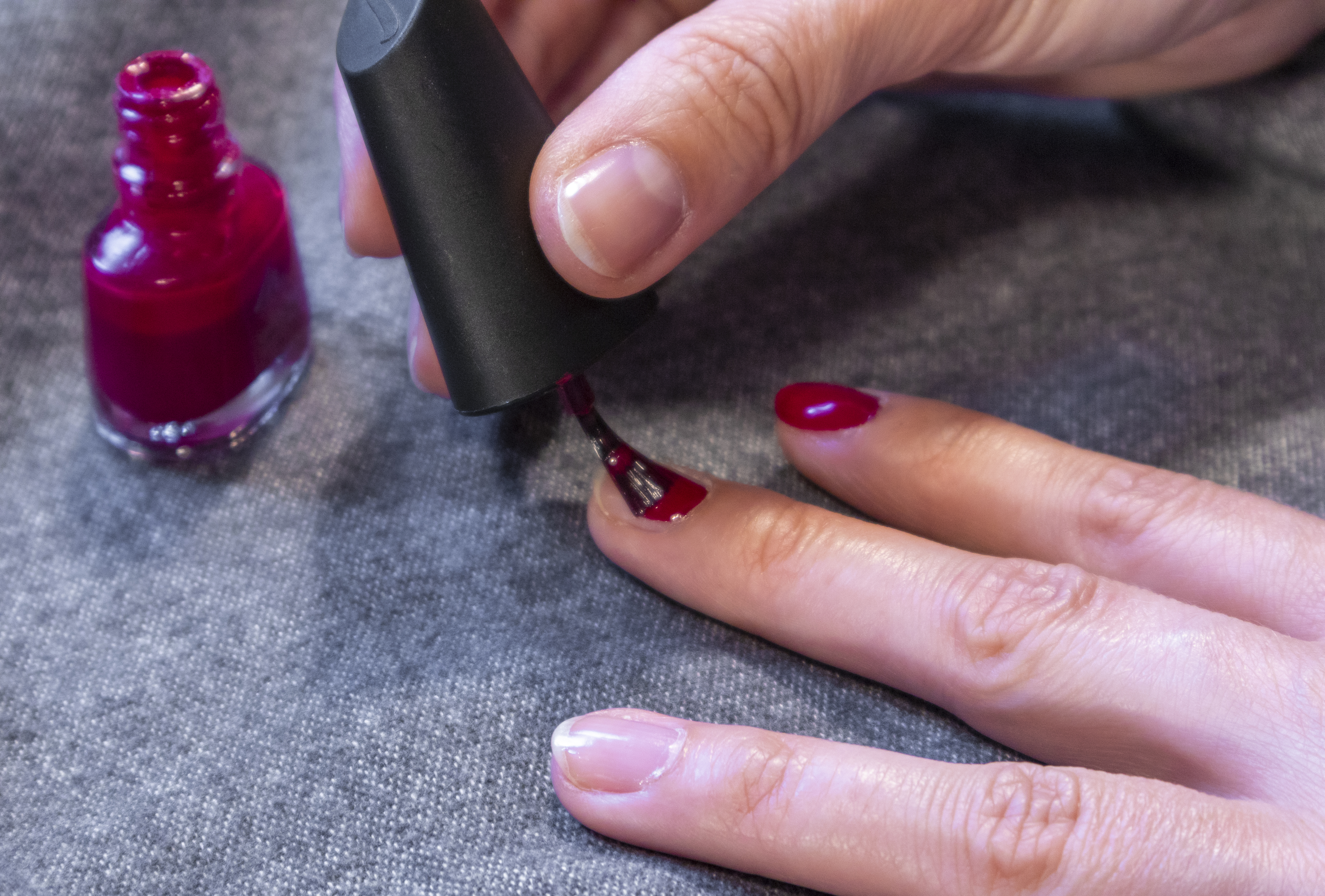
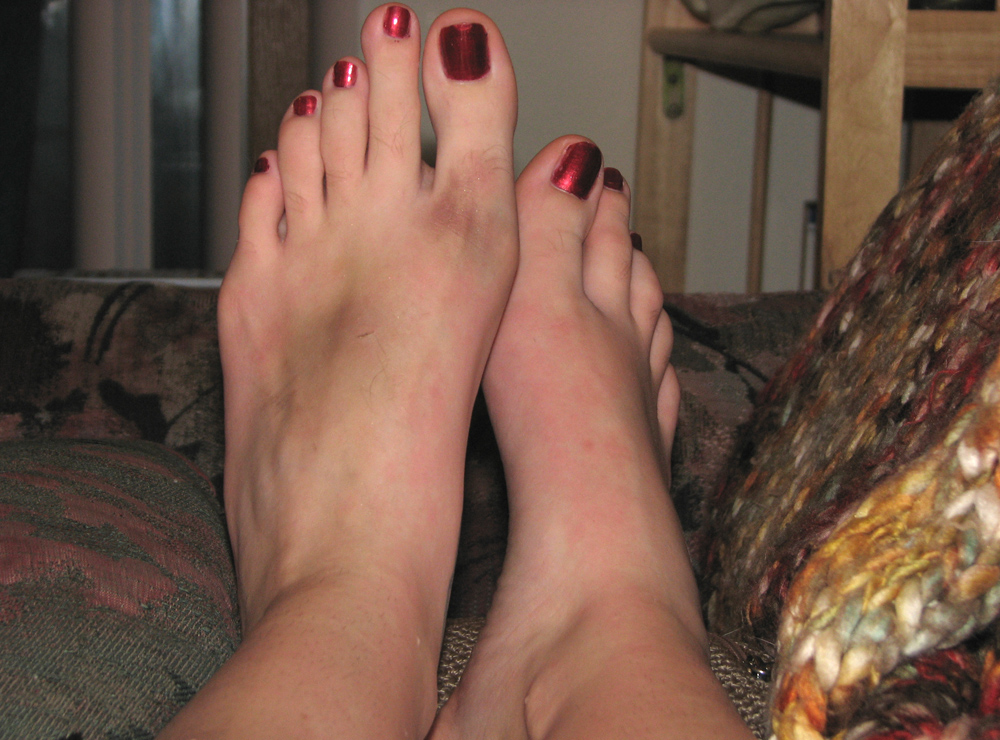
پاهای لاک‌زده یک زن